# Ілово-Осада (гміна)
Гмі́на Іло́во-Оса́да (пол. Gmina Iłowo-Osada) — сільська гміна у північній Польщі. Належить до Дзялдовського повіту Вармінсько-Мазурського воєводства.
Станом на 31 грудня 2011 у гміні проживало 7359 осіб.

## Територія
Згідно з даними за 2007 рік площа гміни становила 114.21 км², у тому числі:
- орні землі: 59.00%
- ліси: 34.00%

Таким чином, площа гміни становить 11.84% площі повіту.

## Населення
Станом на 31 грудня 2011:
| Опис     | Загалом | Загалом | Чоловіки | Чоловіки | Жінки | Жінки |
| -------- | ------- | ------- | -------- | -------- | ----- | ----- |
| одиниця  | осіб    | %       | осіб     | %        | осіб  | %     |
| все      | 7359    | 100     | 3560     | 48.38    | 3799  | 51.62 |
| міське   | 0       | 100     | 0        |          | 0     |       |
| сільське | 7359    | 100     | 3560     | 48.38    | 3799  | 51.62 |

## Сусідні гміни
Гміна Ілово-Осада межує з такими гмінами: Вечфня-Косьцельна, Дзялдово, Козлово, Ліповець-Косьцельни, Млава, Яновець-Косьцельни.